# L'Homme d'Amsterdam
L'homme d'Amsterdam est une série télévisée en coproduction franco-néerlandaise en six épisodes de 50 minutes réalisée par Victor Vicas et John van de Rest et diffusée à partir du 25 janvier 1976 au Pays-Bas, et en France entre le 15 avril et le 20 mai 1976 sur TF1. Elle a été rediffusée par cette même chaîne en 1980.
Au Québec, elle est diffusée à partir du 19 janvier 1977 à la Télévision de Radio-Canada.

## Synopsis
Tournée deux ans après la deuxième saison de Aux frontières du possible, cette série permet à Pierre Vaneck de renouer avec un rôle de héros de série, ici un archéologue, Pierre Vermeer.
Ce dernier mène des enquêtes, aidé par sa fille hôtesse de l'air, Helen Josine van Dalsum et son frère commissaire de police, Jan Maxim Hamel.
Archéologue, Pierre Vermeer est mêlé bien malgré lui à des intrigues policières.
Dans le premier épisode, "Le timbre rouge", on apprend que Pierre Vermeer est veuf.

## Production
Après Aux frontières du possible et Les Brigades du Tigre, le réalisateur Victor Vicas (avec également John van de Rest, coproduction franco-néerlandaise oblige), propose une nouvelle série policière.
Il a choisi Pierre Vaneck pour interpréter le rôle principal, un archéologue paisible qui vit sans le chercher des aventures mouvementées.
La distribution est partagée entre des comédiens français et néerlandais.

## Tournage
La série a été tournée dans divers pays.
Le premier épisode, "Le timbre rouge", se déroule à Bangkok, en Thaïlande.
"Enquête sur une idole" a été tourné à Paris et Abidjan en Côte d'Ivoire.
"Le chat aime la choucroute" se déroule aux Pays-Bas.
"Un camion en argent" débute en Afrique dans un pays non précisé, puis l'action de passe à Amsterdam.
"L'escale de la peur" a été tourné à Genève et Amsterdam.
L'épisode final "Vertige" se déroule dans une clinique au Pays-Bas, puis à Tokyo au Japon.

## Distribution
- Pierre Vaneck : Pierre Vermeer
- Josine van Dalsum : Helen Vermeer
- Maxim Hamel : Jan Vermeer

## Invités
- Christian Baltauss
- Luce Garcia-Ville
- Albert Médina
- François Maistre
- Stéphane Bouy
- Jean-Claude Dauphin
- Georges Lycan
- Albert Michel
- Julien Verdier
- Max Amyl
- Max Montavon
- Jean-François Rémi
- André Weber

## Fiche technique
- Réalisation : Victor Vicas (3 épisodes) et John van de Rest (3 épisodes)
- Scénario : Ron Wunderink et Claude Cyrille
- Adaptation et dialogues : Claude Cyrille
- Musique : Pieter Verlinden (nl)
- Directeur de la photographie :  Ton Buné, Pierre Petit, Georges Barsky.
- Coproduction : TF1/Télécip/Polyscope

## Épisodes
1. Le Timbre rouge[5]
2. Enquête sur une idole avec Jean-Claude Dauphin, Albert Médina et François Maistre.
3. Le Chat aime la choucroute avec Luce Garcia-Ville, Max Amyl, Jean-François Rémi, André Weber.
4. Un camion en argent
5. L'Escale de la peur avec Christian Baltauss, Stéphane Bouy et Georges Lycan.
6. Vertige

## Autour de la série
Cette série s'inscrit dans la lignée des coproductions faites dans les années 1960-70 par la télévision française avec d'autres pays européens, comme Les Globe-trotters, Les Enquêteurs associés, Arsène Lupin, Deux ans de vacances ou encore Sam et Sally.
Elle a permis à Pierre Vaneck de retrouver un rôle de héros pacifiste, après celui de l'agent secret Yan Thomas dans Aux frontières du possible qui se singularisait par le fait de refuser de porter une arme.
Le fait de n'avoir connu qu'une saison et l'absence de rediffusions (Une seule sur TF1 l'après-midi en 1980) ou d'éditions DVD ont eu pour conséquence un certain oubli.
L'homme d'Amsterdam est le dernier tournage de Luce Garcia-Ville qui s'est donnée la mort le 13 mars 1975 à Paris.
Dans l'épisode "Le chat aime la choucroute", Pierre Vaneck retrouve Jean-François Rémi qui incarnait son supérieur, Courtenay-Gabor, dans "Aux frontières du possible".
Josine van Dalsum est décédée d'un cancer le 17 novembre 2009 à 61 ans, tandis que son partenaire Pierre Vaneck est mort le 31 janvier 2010 à 78 ans à la suite d'une opération cardiaque.